# Tarachodes oxynotus
Tarachodes oxynotus es una especie de mantis de la familia Tarachodidae.

## Distribución geográfica
Se encuentra en Somalia y Etiopía.